# Gmina katastralna
Gmina katastralna – jednostka podziału kraju do celów podatkowych.

## Austria
Kataster austriacki powstał 23 grudnia 1817 roku w oparciu o patent (dekret) cesarza Franciszka II o podatku gruntowym. Podstawowym elementem katastru gruntowego była parcela katastralna, czyli część gruntu należąca do tego samego posiadacza, stanowiąca ten sam użytek lub grunt wolny od podatku. Kataster rejestrował zmiany kształtu, powierzchni i kategorii gruntu oraz służył celom fiskalnym i innym celom gospodarki. Stanowił także podstawę zakładania w sądach ksiąg gruntowych dla każdej gminy katastralnej, które składały się z wykazów hipotecznych oznaczonych dla poszczególnych nieruchomości. Gmina katastralna jest odpowiednikiem dzisiejszego obrębu ewidencyjnego.